# Hypaeus nigrocomosus
Hypaeus nigrocomosus är en spindelart som beskrevs av Simon 1900. Hypaeus nigrocomosus ingår i släktet Hypaeus och familjen hoppspindlar. Inga underarter finns listade i Catalogue of Life.